# Pauline Gracia Beery Mack
Pauline Gracia Beery Mack (19 de diciembre de 1891-22 de octubre de 1974) fue una química, economista doméstica y administradora universitaria estadounidense. Su investigación sobre calcio, nutrición, radiación y densidad ósea comenzó durante la década de 1930 y culminó con su trabajo para la NASA cuando tenía setenta años.

## Temprana edad y educación
Pauline Beery nació en Norborne, Misuri. Obtuvo una licenciatura en química en la Universidad de Misuri (1913). Durante la Primera Guerra Mundial, Beery enseñó ciencias en una escuela secundaria en Misuri, antes de regresar a sus trabajos de posgrado. Obtuvo una maestría en química en 1919 de la Universidad de Columbia. En 1932, a los 40 años, Beery terminó su trabajo doctoral en la Universidad Estatal de Pensilvania.

## Trayectoria
Pauline Beery enseñó química en el programa de economía doméstica en la Universidad Estatal de Pensilvania a partir de 1919. En 1941, fue nombrada directora del Instituto Ellen H. Richards de esa universidad. En 1950, su trabajo sobre la medición del calcio, la nutrición y la densidad ósea fue reconocido con la Medalla Francis P. Garvan de la Sociedad Estadounidense de Química.
Si bien su trabajo principal fue la nutrición y la fisiología, también se ocupó de los textiles, los detergentes y los tintes. Fue asesora técnica de la Asociación de Propietarios de Lavanderías de Pensilvania y ayudó a desarrollar el código de normas de la Asociación de limpiadores y tintoreros de Pensilvania. 
Mack fue prolífica en publicaciones durante sus años en Penn State, con títulos que incluyen Chemistry Applied to Home and Economy (1926), Stuff: The Science of Materials in the Service of Man (Nueva York: Appleton, 1930), Colorfastness of Women's and Children's Wearing-Apparel Fabrics (American Home Economics Association, 1942) y Calories Make a Difference:  Report of Studies on Three Groups of Children (Sugar Research Foundation, 1949). También creó y editó "Chemistry Leaflet", una revista publicada por el Science Service.
En sus últimos años, se convirtió en decana del College of Household Arts and Sciences del Texas State College for Women, y desarrolló allí un programa de investigación excepcionalmente bien financiado y respetado durante una década como administradora (1952-1962). A los 70 años, se retiró de la administración para convertirse en directora de investigación, trabajando principalmente con subvenciones de la NASA para comprender las formas en que la ingravidez podría afectar la densidad ósea. Su trabajo resultó en una dieta utilizada para mitigar esos efectos. Fue la primera mujer en recibir un premio Silver Snoopy por su excelencia profesional.

## Vida personal
Pauline Beery se casó con el botánico y grabador Warren Bryan Mack en diciembre de 1923. La pareja tuvo dos hijos, Oscar y Anna. Quedó viuda en 1952. Pauline Beery Mack se retiró de la investigación debido a problemas de salud en 1973 y murió al año siguiente en Denton (Texas).

## Legado
Los artículos de Pauline Gracia Beery Mack se encuentran en los  Women's Collection Archives, Texas Woman's University, Denton (Texas), y en las bibliotecas de la Universidad Estatal de Pensilvania. Su tumba está en el Center County Memorial Park en State College (Pensilvania).

## Otras lecturas
- Shearer, Benjamin (1997). Notable women in the physical sciences : a biographical dictionary. Westport, Connecticut: Greenwood Press. ISBN 978-0313293030. OCLC 433367323.
- Grinstein, Louise; Rose, Rose K.; Rafailovich, Miriam (1993). Women in chemistry and physics : a biobibliographic sourcebook. Westport, Connecticut: Greenwood Press. ISBN 978-0313273827. OCLC 476611813.